# Phyllomacromia melania
Phyllomacromia melania é uma espécie de libelinha da família Corduliidae.
Pode ser encontrada nos seguintes países: Angola, Camarões, República do Congo, República Democrática do Congo, Guiné Equatorial, Gabão, Gana, Guiné, Quénia, Libéria, Malawi, Nigéria, Serra Leoa, Tanzânia, Uganda, possivelmente Botswana, possivelmente Burundi, possivelmente Costa do Marfim, possivelmente Gâmbia, possivelmente Mali, possivelmente Moçambique, possivelmente Namíbia, possivelmente Senegal, possivelmente África do Sul, possivelmente Sudão, possivelmente Togo, possivelmente Zâmbia e possivelmente em Zimbabwe.
Os seus habitats naturais são: florestas subtropicais ou tropicais húmidas de baixa altitude, rios, lagos de água doce intermitentes e marismas intermitentes de água doce.